# دانشگاه ماستریخت

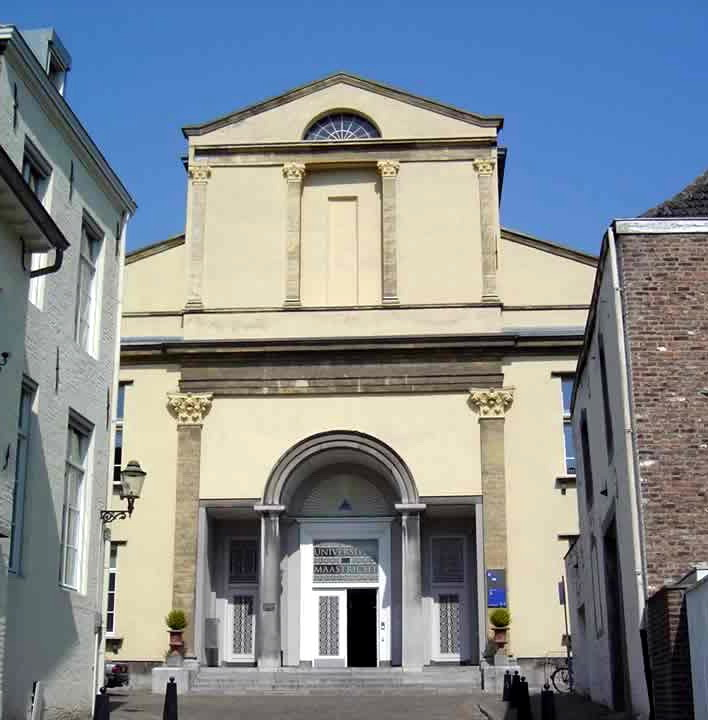
دروازه ورودی ساختمان مدیریتی دانشگاه ماستریخت

دانشگاه ماستریخت یکی از برجسته ترین دانشگاه‌های دولتی در هلند و اروپا، و از برجسته ترین دانشگاه ها برای رشته‌ی حقوق در جهان است که در شهر ماستریخت قرار گرفته است. دانشگاه در سال ۱۹۷۶ بنیانگذاری شده و به عنوان یکی از تازه‌تاسیس‌ترین دانشگاه‌های هلند محسوب می‌شود. نام اولیه دانشگاه دیکسونورسیتات لیمبورگ بود که در سال ۱۹۹۶ به ماستریخت تغییر کرد. دانشگاه ماستریخت حدود ۱۴۴۰۰ دانشجو دارد که ۴۳ درصد آنها را دانشجویان خارجی تشکیل می‌دهند. بیش از نیمی از دوره‌های کارشناسی دانشگاه به زبان انگلیسی ارائه می‌شوند و اکثر دوره‌های ارشد و دکتری هم به زبان انگلیسی ارائه می‌شوند.
دانشگاه ماستریخت در سال ۱۹۷۶ به عنوان یکی از هشت دانشکده پزشکی هلند پایه‌گذاری شد. با توجه به نیاز هلند به نیروهای متخصص پزشکی در اواخر دهه ۱۹۶۰ دولت تصمیم به راه‌اندازی دانشکده پزشکی گرفت. مسئولان سیاسی و محلی استان لیمبورگ به ویژه استنگ تاجز دبیرکل حزب کارگر هلند نقش اساسی در تعیین ماستریخت به عنوان محلی برای این دانشکده جدید داشتند. از سال ۲۰۰۸ نام رسمی دانشگاه به صورت انگلیسی (Mastricht University) تغییر کرد که به خاطر تاکید بر جنبه‌ی بین‌المللی بودن دانشگاه دارد. 